# Polizeiinspektion 1
Polizeiinspektion 1 ist eine Polizei- und Familienserie, die zum ersten Mal am 1. Oktober 1977 im Deutschen Fernsehen im Auftrag des Bayerischen Rundfunks ausgestrahlt wurde. Sie stellt den Dienstalltag und das Privatleben von Polizeibeamten im Zuständigkeitsbereich der Münchner Polizeiinspektion 1 auf humorvolle und unterhaltsame Weise dar.
Produzent Helmut Ringelmann schuf nach Serien wie Das Kriminalmuseum, Der Kommissar und Derrick mit Polizeiinspektion 1 die vierte, die sich jedoch von den genannten abhob, da die zwischenmenschlichen Beziehungen der Figuren und nicht die – meist harmlosen – Kriminalfälle im Vordergrund standen. Sie wurde zwischen 1977 und 1988 in zehn Staffeln mit insgesamt 130 Episoden produziert.
Die zentralen Hauptfiguren der Serie sind neben dem grantelnden Dienstgruppenleiter Franz Schöninger (Walter Sedlmayr) dessen Kollegen und Freunde Helmut Heinl (Elmar Wepper) und Robert „Bertl“ Moosgruber (Max Grießer).

## Inhalt
Die Polizeiinspektion 1 ist eine Dienststelle im Zentrum Münchens. Im Mittelpunkt der Serienhandlung steht deren stellvertretender Leiter, Franz Schöninger. Der „ewige Kommissar“ bewirbt sich bewusst nicht um eine längst anstehende Beförderung, weil damit eine Versetzung auf einen „langweiligen“ Verwaltungsposten im Polizeipräsidium einhergehen würde; Schöniger möchte aber seinen geliebten Arbeitsplatz keinesfalls aufgeben. An der Spitze der Polizeiinspektion steht anfangs der Erste Polizeihauptkommissar Hölzlmüller, ab Staffel 2 dann der aus Ulm stammende Heinrich; beide Chefs treten nur gelegentlich in Erscheinung.
Als Dienstgruppenleiter unterstehen Schöninger der bedächtige Streifenpolizist Bertl Moosgruber sowie der junge Familienvater Helmut Heinl und weitere Beamte. Gegenüber seinen Kollegen nutzt er gewöhnlich das Münchner Du, während ihn die Kollegen bei seinem Vornamen nennen. In meist heiteren Alltagssituationen befassen sich die Ordnungshüter beispielsweise mit Unfallaufnahmen, Trickbetrügern oder Wirtshausschlägern, sichern aber etwa auch die Drehkulisse einer Fernsehproduktion. Schöninger ist ein korrekter, oft sturköpfiger und auch grantelnder Polizist mit langer Berufserfahrung. Aufgrund seines „goldenen Münchner Herzens“ schaut er aber bisweilen über kleinere Alltagssünden hinweg. Zur Fortbewegung nutzt er ein altmodisches Herrenfahrrad, das er gewohnheitsmäßig vor der Polizeiinspektion unter einem Schild „Fahrräder anlehnen nicht gestattet“ abstellt. Er radelt aus an Geiz grenzender Sparsamkeit, wie er in der Folge Bitte ein Autogramm (1978) gegenüber seinem Kollegen Heinl zugibt. Dennoch begeht Schöninger in derselben Folge aber seinen 50. Geburtstag mit großem Aufwand.
Auch privat bleibt Schöninger, der unweit der Dienststelle zur Miete wohnt, gerne Herr der Dinge. Er und seine Frau Elisabeth (er nennt sie schlicht „Mama“ und sie ihn „Papa“) leben die traditionellen Geschlechterrollen, mit ihm als „Ernährer“ und ihr als fürsorglicher Hausfrau. Trotzdem muss der Patriarch gelegentlich selbst am heimischen Herd tätig werden, weil seine Frau trotz allen Entgegenkommens ihren eigenen Kopf besitzt. Dies gilt auch für seinen unternehmungslustigen, anfangs noch minderjährigen Sohn Karli, der entgegen Schöningers Wunsch nicht Polizist, sondern Berufsmusiker werden will.
Ergänzend und auch als Gegenentwurf präsentiert die Serie das Familienleben des jungen Streifenpolizisten Helmut Heinl. Er und seine zwar selbstbewusst-emanzipierte, doch keineswegs aggressiv-feministische Frau Ilona führen eine moderne Ehe, in der beide gleichberechtigt agieren. Allerdings bescheren Ilonas Aufgeschlossenheit und bisweilen naive Gutgläubigkeit dem Paar hin und wieder heikle Situationen. Das Paar hat eine kleine Tochter namens Susi.
Meist nur randläufig erschließt sich Bertl Moosgrubers außerdienstliche Seite: Er hält als langjähriger Junggeselle weiterhin Ausschau nach der Frau fürs Leben, findet aber nichts Bleibendes. Inneren Ausgleich sucht er als leidenschaftlicher Hobbymaler und im Kreis der Kollegen, mit denen er teilweise privat verkehrt.
Zur Stammbesetzung der frühen Serienstaffeln zählt ferner Frau Gmeinwieser. Die in Münchner Mundart dauergrantelnde Rentnerin erscheint (bis zum Tod ihrer Darstellerin, Rosl Mayr, 1981) beinahe in jeder Folge auf der Inspektion. Sie streut Gerüchte, denunziert Nachbarn und beschwert sich über Gott und die Welt. So hält sie immer wieder die Polizei auf Trab, wobei ihre zahllosen Anzeigen am Ende meist ins Leere laufen. Ein weiteres Original stellt Frau Vogel dar: Als ebenso neugierige wie eigenwillige Putzfrau der Polizeiinspektion gerät sie regelmäßig mit dem dominanten Schöninger aneinander.
Vor allem in den späteren Staffeln werden gelegentlich auch gesellschaftliche und politische Problemfelder thematisiert, etwa Ausländermigration, die Verdrängung alteingesessener Mieter aus der Münchner Innenstadt durch Gentrifizierung, organisierte Kriminalität oder Obdachlosigkeit. Dabei gelingt es den Polizisten meistens, zwischenmenschliche Konflikte mit viel Gespür und Warmherzigkeit zu lösen. Auch die Vereinbarkeit von Beruf und Privatleben im Polizeidienst wird gelegentlich zum Thema gemacht.

## Besetzung
- Walter Sedlmayr als Franz Josef Schöninger
- Elmar Wepper als Helmut Heinl
- Max Grießer als Robert „Bertl“ Moosgruber
- Uschi Glas als Ilona Heinl
- Bruni Löbel als Elisabeth „Mama“ Schöninger
- Philipp Seiser als Karli Schöninger
- Beppo Brem als Inspektionschef Hölzlmüller
- Dieter Eppler als Inspektionschef Heinrich
- Günther Maria Halmer als Franz „Franze“ Pfeffer
- Rosl Mayr als Frau Gmeinwieser
- Dirk Dautzenberg als Hubertus
- Udo Thomer u. a. als Polizist Robert Obermaier
- Erni Singerl u. a. als Frau Vogel
- Hans Stadlbauer u. a. als Polizist Zacherl
- Gustl Bayrhammer u. a. als Metzger Huber

## Produktion
Gedreht wurde die Serie zum größten Teil in München oder im städtischen Umland. Ein noch heute (Stand März 2024) existierendes Gebäude an der Balan-/Ecke Bazeillesstraße im Stadtteil Haidhausen fungierte als Außen- und Innenkulisse der fiktiven „Polizeiinspektion 1“. Etwas mehr als einen Kilometer davon entfernt, am Johannisplatz, war Schöningers Wohnung verortet. Andere Drehplätze sind inzwischen aufgrund der seitdem vorgenommenen zahlreichen Baumaßnahmen aus dem Münchner Stadtbild verschwunden.
Die Titelmusik komponierte Eugen Thomass.
Charakteristisch für die Serie ist ihre Besetzung mit zahlreichen und in unterschiedlichen Nebenrollen auch regelmäßig wiederkehrenden bayerischen Volksschauspielern. Zu nennen sind beispielsweise Toni Berger, Gustl Bayrhammer, Willy Harlander, Karl Obermayr, Hans Brenner, Enzi Fuchs, Ruth Drexel und Willy Schultes.

## Episodenliste

### Staffel 1
| Nr. (ges.) | Nr. (St.) | Originaltitel                 | Erstausstrahlung | Regie           | Drehbuch                           |
| ---------- | --------- | ----------------------------- | ---------------- | --------------- | ---------------------------------- |
| 1          | 1         | Und keine Kopeke weniger.     | 1. Okt. 1977     | Wolfgang Becker | Herbert Rosendorfer                |
| 2          | 2         | Polizeistunde                 | 8. Okt. 1977     | Zbyněk Brynych  | Franz Geiger                       |
| 3          | 3         | Chloroform für zwei           | 15. Okt. 1977    | Zbyněk Brynych  | Franz Geiger                       |
| 4          | 4         | Verfolgungswahn               | 22. Okt. 1977    | Zbyněk Brynych  | Herbert Rosendorfer                |
| 5          | 5         | Die Reportage                 | 29. Okt. 1977    | Michael Braun   | Herbert Rosendorfer, Michael Braun |
| 6          | 6         | Einstein Junior               | 5. Nov. 1977     | Zbyněk Brynych  | Franz Geiger                       |
| 7          | 7         | Der Vermißte                  | 12. Nov. 1977    | Theodor Grädler | Jochen Wedegärtner                 |
| 8          | 8         | Die Frau des Polizisten       | 19. Nov. 1977    | Michael Braun   | Franz Geiger                       |
| 9          | 9         | Die Nacht mit Lasseck         | 26. Okt. 1977    | Zbyněk Brynych  | Herbert Reinecker                  |
| 10         | 10        | Weiberleut                    | 3. Dez. 1977     | Michael Braun   | Jochen Wedegärtner                 |
| 11         | 11        | Der Zamperlfänger             | 10. Dez. 1977    | Michael Braun   | Jochen Wedegärtner                 |
| 12         | 12        | Keine besonderen Vorkommnisse | 17. Dez. 1977    | Michael Braun   | Michael Braun                      |
| 13         | 13        | Der Föhn                      | 24. Dez. 1977    | Zbyněk Brynych  | Walter Sedlmayr                    |

### Staffel 2
| Nr. (ges.) | Nr. (St.) | Originaltitel                           | Erstausstrahlung | Regie          | Drehbuch            |
| ---------- | --------- | --------------------------------------- | ---------------- | -------------- | ------------------- |
| 14         | 1         | Der Neue                                | 8. Okt. 1978     | Michael Braun  | Michael Braun       |
| 15         | 2         | Die große Oper                          | 15. Okt. 1978    | Zbyněk Brynych | Franz Geiger        |
| 16         | 3         | Bitte ein Autogramm                     | 22. Okt. 1978    | Michael Braun  | Michael Braun       |
| 17         | 4         | Sylvester ist jeden Tag                 | 29. Okt. 1978    | Michael Braun  | Michael Braun       |
| 18         | 5         | Die Zeitungsrosl                        | 5. Nov. 1978     | Zbyněk Brynych | Herbert Reinecker   |
| 19         | 6         | Glücksspiele                            | 12. Nov. 1978    | Michael Braun  | Michael Braun       |
| 20         | 7         | Die Ausreißerin                         | 19. Nov. 1978    | Zbyněk Brynych | Franz Geiger        |
| 21         | 8         | Die Referendarinnen                     | 25. Nov. 1977    | Zbyněk Brynych | Herbert Rosendorfer |
| 22         | 9         | Wie der Haubel Theo seine Flügel verlor | 2. Dez. 1978     | Zbyněk Brynych | Herbert Reinecker   |
| 23         | 10        | Aus wissenschaftlichen Gründen          | 9. Dez. 1978     | Zbyněk Brynych | Herbert Rosendorfer |
| 24         | 11        | Auf den Hund gekommen                   | 16. Dez. 1978    | Michael Braun  | Michael Braun       |
| 25         | 12        | Ein Sack voll Brillanten                | 23. Dez. 1978    | Zbyněk Brynych | Herbert Rosendorfer |
| 26         | 13        | Der Skiausflug                          | 30. Dez. 1978    | Zbyněk Brynych | Franz Geiger        |

### Staffel 3
| Nr. (ges.) | Nr. (St.) | Originaltitel                    | Erstausstrahlung | Regie           | Drehbuch            |
| ---------- | --------- | -------------------------------- | ---------------- | --------------- | ------------------- |
| 27         | 1         | Sorgenkinder                     | 13. Nov. 1979    | Michael Braun   | Michael Braun       |
| 28         | 2         | Die große Sommerfreiheit         | 4. Dez. 1979     | Zbyněk Brynych  | Franz Geiger        |
| 29         | 3         | Die Nachtigall                   | 11. Dez. 1979    | Michael Braun   | Michael Braun       |
| 30         | 4         | Der Huchen                       | 18. Dez. 1979    | Zbyněk Brynych  | Franz Geiger        |
| 31         | 5         | Die Urlaubsreise                 | 25. Dez. 1979    | Michael Braun   | Michael Braun       |
| 32         | 6         | Sylvester                        | 1. Jan. 1980     | Michael Braun   | Michael Braun       |
| 33         | 7         | Der Nippa Johan                  | 8. Jan. 1980     | Zbyněk Brynych  | Herbert Reinecker   |
| 34         | 8         | Der Feueralarm                   | 15. Jan. 1980    | Zbyněk Brynych  | Herbert Rosendorfer |
| 35         | 9         | Katzen und Kassetten             | 22. Jan. 1980    | Michael Braun   | Michael Braun       |
| 36         | 10        | Eine Art Freund                  | 29. Jan. 1980    | Theodor Grädler | Herbert Reinecker   |
| 37         | 11        | Die Abwerbung                    | 5. Feb. 1980     | Zbyněk Brynych  | Franz Geiger        |
| 38         | 12        | Das Denkrohr                     | 12. Feb. 1980    | Zbyněk Brynych  | Herbert Rosendorfer |
| 39         | 13        | Die unangenehme Sache mit Berndi | 19. Feb. 1980    | Theodor Grädler | Herbert Rosendorfer |

### Staffel 4
| Nr. (ges.) | Nr. (St.) | Originaltitel             | Erstausstrahlung | Regie          | Drehbuch            |
| ---------- | --------- | ------------------------- | ---------------- | -------------- | ------------------- |
| 40         | 1         | Der Fuchs und die Trauben | 6. Okt. 1981     | Zbyněk Brynych | Albert Sandner      |
| 41         | 2         | Große Scheine             | 13. Okt. 1981    | Zbyněk Brynych | Albert Sandner      |
| 42         | 3         | Der weiße Cadillac        | 20. Okt. 1981    | Zbyněk Brynych | Franz Geiger        |
| 43         | 4         | Ernste Absichten          | 27. Okt. 1981    | Zbyněk Brynych | Franz Geiger        |
| 44         | 5         | Der Mord                  | 3. Nov. 1981     | Zbyněk Brynych | Herbert Rosendorfer |
| 45         | 6         | Fluchtversuch             | 10. Nov. 1981    | Zbyněk Brynych | Albert Sandner      |
| 46         | 7         | Die Trickdiebin           | 17. Nov. 1981    | Zbyněk Brynych | Franz Geiger        |
| 47         | 8         | Der Spieler               | 24. Nov. 1981    | Zbyněk Brynych | Herbert Reinecker   |
| 48         | 9         | Die Grille und die Ameise | 1. Dez. 1981     | Zbyněk Brynych | Albert Sandner      |
| 49         | 10        | Der nächtliche Gast       | 8. Dez. 1981     | Zbyněk Brynych | Herbert Rosendorfer |
| 50         | 11        | Rosenmontag               | 15. Dez. 1981    | Zbyněk Brynych | Herbert Rosendorfer |
| 51         | 12        | Einrichtungshaus Franke   | 22. Dez. 1981    | Zbyněk Brynych | Herbert Rosendorfer |
| 52         | 13        | Urlaubsfreuden            | 29. Dez. 1981    | Zbyněk Brynych | Albert Sandner      |

### Staffel 5
| Nr. (ges.) | Nr. (St.) | Originaltitel              | Erstausstrahlung | Regie          | Drehbuch            |
| ---------- | --------- | -------------------------- | ---------------- | -------------- | ------------------- |
| 53         | 1         | Nette Menschen             | 7. Dez. 1982     | Michael Braun  | Michael Braun       |
| 54         | 2         | Die Herrenkommode          | 14. Dez. 1982    | Zbyněk Brynych | Herbert Rosendorfer |
| 55         | 3         | Der Betriebsausflug        | 21. Dez. 1982    | Michael Braun  | Michael Braun       |
| 56         | 4         | Krisen                     | 28. Dez. 1982    | Michael Braun  | Michael Braun       |
| 57         | 5         | Der Querulant              | 4. Jan. 1983     | Michael Braun  | Michael Braun       |
| 58         | 6         | Das Vorbild                | 11. Jan. 1983    | Zbyněk Brynych | Albert Sandner      |
| 59         | 7         | Urlaubszeit                | 18. Jan. 1983    | Michael Braun  | Michael Braun       |
| 60         | 8         | Der Parasit                | 25. Jan. 1983    | Zbyněk Brynych | Albert Sandner      |
| 61         | 9         | Möbel im Park              | 1. Feb. 1983     | Zbyněk Brynych | Herbert Rosendorfer |
| 62         | 10        | Das Glück im sechsten Mond | 8. Feb. 1983     | Zbyněk Brynych | Franz Geiger        |
| 63         | 11        | Grenzfälle                 | 15. Feb. 1983    | Zbyněk Brynych | Theo Regnier        |
| 64         | 12        | Wilder Hibiskus            | 22. Feb. 1983    | Zbyněk Brynych | Albert Sandner      |
| 65         | 13        | Der Rufmord                | 1. März 1983     | Zbyněk Brynych | Albert Sandner      |

### Staffel 6
| Nr. (ges.) | Nr. (St.) | Originaltitel          | Erstausstrahlung | Regie                        | Drehbuch            |
| ---------- | --------- | ---------------------- | ---------------- | ---------------------------- | ------------------- |
| 66         | 1         | Der Betriebsunfall     | 31. Okt. 1983    | Michael Braun                | Michael Braun       |
| 67         | 2         | Der Ersatzmann         | 7. Nov. 1983     | Michael Braun                | Michael Braun       |
| 68         | 3         | Der Mann aus Rosenheim | 14. Nov. 1983    | Michael Braun                | Michael Braun       |
| 69         | 4         | Die Beförderung        | 21. Nov. 1983    | Michael Braun                | Michael Braun       |
| 70         | 5         | Opas Memoiren          | 28. Nov. 1983    | Michael Braun                | Michael Braun       |
| 71         | 6         | Karlis Heimkehr        | 5. Dez. 1983     | Michael Braun                | Michael Braun       |
| 72         | 7         | Erziehungsfragen       | 12. Dez. 1983    | Zbyněk Brynych               | Albert Sandner      |
| 73         | 8         | Der Dorfgendarm        | 19. Dez. 1983    | Zbyněk Brynych               | Theo Regnier        |
| 74         | 9         | Der Ausreißer          | 2. Jan. 1984     | Zbyněk Brynych               | Albert Sandner      |
| 75         | 10        | Zwangsräumung          | 9. Jan. 1984     | Walter Sedlmayr als R. Mayer | Herbert Rosendorfer |
| 76         | 11        | Ein Hauch von Kultur   | 16. Jan. 1984    | Zbyněk Brynych               | Albert Sandner      |
| 77         | 12        | Leni                   | 23. Jan. 1984    | Zbyněk Brynych               | Albert Sandner      |
| 78         | 13        | Der Experte            | 2. Apr. 1984     | Zbyněk Brynych               | Albert Sandner      |

### Staffel 7
| Nr. (ges.) | Nr. (St.) | Originaltitel                           | Erstausstrahlung | Regie             | Drehbuch                        |
| ---------- | --------- | --------------------------------------- | ---------------- | ----------------- | ------------------------------- |
| 79         | 1         | Gebrochene Herzen                       | 18. Dez. 1984    | Franz Peter Wirth | Albert Sandner                  |
| 80         | 2         | Der Wunderheiler                        | 8. Jan. 1985     | Franz Peter Wirth | Reinhard Donga                  |
| 81         | 3         | Große und kleine Fische                 | 15. Jan. 1985    | Franz Peter Wirth | Reinhard Donga                  |
| 82         | 4         | Die Fortuna-Verkehrs-GmbH               | 22. Jan. 1985    | Günter Gräwert    | Herbert Rosendorfer             |
| 83         | 5         | Die wilden Jahre                        | 29. Jan. 1985    | Günter Gräwert    | Albert Sandner                  |
| 84         | 6         | Geldsorgen                              | 5. Feb. 1985     | Franz Peter Wirth | Reinhard Donga                  |
| 85         | 7         | Geistige Erneuerung                     | 12. Feb. 1985    | Franz Peter Wirth | Eynon Hanfstaengl               |
| 86         | 8         | Das Jubiläum                            | 19. Feb. 1985    | Franz Peter Wirth | Albert Sandner                  |
| 87         | 9         | Schöninger versteht die Welt nicht mehr | 26. Feb. 1985    | Günter Gräwert    | Herbert Reinecker als Alex Berg |
| 88         | 10        | Alles Glück dieser Erde                 | 5. März 1985     | Günter Gräwert    | Herbert Rosendorfer             |
| 89         | 11        | Logierbesuch                            | 12. März 1985    | Günter Gräwert    | Albert Sandner                  |
| 90         | 12        | Verwegene Moral                         | 19. März 1985    | Günter Gräwert    | Herbert Reinecker als Alex Berg |
| 91         | 13        | Katzenjammer                            | 26. März 1985    | Günter Gräwert    | Albert Sandner                  |

### Staffel 8
| Nr. (ges.) | Nr. (St.) | Originaltitel                   | Erstausstrahlung | Regie           | Drehbuch                                           |
| ---------- | --------- | ------------------------------- | ---------------- | --------------- | -------------------------------------------------- |
| 92         | 1         | Der Schatten                    | 26. Nov. 1985    | Günter Gräwert  | Albert Sandner                                     |
| 93         | 2         | Zwei Furchen auf dem Sonnenberg | 3. Dez. 1985     | Günter Gräwert  | Albert Sandner                                     |
| 94         | 3         | Kikeriki                        | 10. Dez. 1985    | Günter Gräwert  | Cornelia Willinger als Cornelia Zaglmann-Willinger |
| 95         | 4         | Weinkenner                      | 17. Dez. 1985    | Zbyněk Brynych  | Franz-Xaver Wendleder                              |
| 96         | 5         | Bilderwut                       | 31. Dez. 1985    | Günter Gräwert  | Eynon Hanfstaengl                                  |
| 97         | 6         | Glück und Glas                  | 9. Jan. 1986     | Zbyněk Brynych  | Albert Sandner                                     |
| 98         | 7         | Dem Ende zu                     | 16. Jan. 1986    | Zbyněk Brynych  | Franz-Xaver Wendleder                              |
| 99         | 8         | Wimmer hält durch               | 23. Jan. 1986    | Zbyněk Brynych  | Eynon Hanfstaengl                                  |
| 100        | 9         | Izmir liegt am Meer             | 30. Jan. 1986    | Zbyněk Brynych  | Franz-Xaver Wendleder                              |
| 101        | 10        | Viechereien                     | 6. Feb. 1986     | Wolf Dietrich   | Albert Sandner                                     |
| 102        | 11        | Kurz vor den besten Jahren      | 13. Feb. 1986    | Theodor Grädler | Albert Sandner                                     |
| 103        | 12        | Roderich und Julia              | 20. Feb. 1986    | Theodor Grädler | Albert Sandner                                     |
| 104        | 13        | Immer Ärger mit Kwoka           | 27. Feb. 1986    | Wolf Dietrich   | Franz-Xaver Wendleder                              |

### Staffel 9
| Nr. (ges.) | Nr. (St.) | Originaltitel                  | Erstausstrahlung | Regie           | Drehbuch                      |
| ---------- | --------- | ------------------------------ | ---------------- | --------------- | ----------------------------- |
| 105        | 1         | Kinder, Kinder                 | 7. Okt. 1986     | Zbyněk Brynych  | Eva Kummeth und Horst Kummeth |
| 106        | 2         | Der wunde Punkt                | 14. Okt. 1986    | Zbyněk Brynych  | Albert Sandner                |
| 107        | 3         | Zug um Zug                     | 21. Okt. 1986    | Zbyněk Brynych  | Albert Sandner                |
| 108        | 4         | Kavaliersstart                 | 28. Okt. 1986    | Zbyněk Brynych  | Franz-Xaver Wendleder         |
| 109        | 5         | Bodos exklusive Automobilunion | 4. Nov. 1986     | Theodor Grädler | Franz-Xaver Wendleder         |
| 110        | 6         | Schnelles Geld                 | 11. Nov. 1986    | Theodor Grädler | Albert Sandner                |
| 111        | 7         | Moralische Verpflichtung       | 18. Nov. 1986    | Theodor Grädler | Eva Kummeth und Horst Kummeth |
| 112        | 8         | Verständigungsprobleme         | 25. Nov. 1986    | Theodor Grädler | Eva Kummeth und Horst Kummeth |
| 113        | 9         | Ein gewisses Alter             | 2. Dez. 1986     | Zbyněk Brynych  | Albert Sandner                |
| 114        | 10        | Alles inklusive                | 9. Dez. 1986     | Zbyněk Brynych  | Eva Kummeth und Horst Kummeth |
| 115        | 11        | Südlich vom Hindukusch         | 16. Dez. 1986    | Zbyněk Brynych  | Albert Sandner                |
| 116        | 12        | Der letzte Held                | 23. Dez. 1986    | Zbyněk Brynych  | Albert Sandner                |
| 117        | 13        | Ausgewählte Kundschaft         | 30. Dez. 1986    | Wolf Dietrich   | Eva Kummeth und Horst Kummeth |

### Staffel 10
| Nr. (ges.) | Nr. (St.) | Originaltitel      | Erstausstrahlung | Regie           | Drehbuch                       |
| ---------- | --------- | ------------------ | ---------------- | --------------- | ------------------------------ |
| 118        | 1         | Schlafstörungen    | 26. Sep. 1988    | Michael Braun   | Michael Braun                  |
| 119        | 2         | Schutzgeld         | 3. Okt. 1988     | Michael Braun   | Michael Braun                  |
| 120        | 3         | Überstunden        | 10. Okt. 1988    | Michael Braun   | Michael Braun                  |
| 121        | 4         | Nackte Tatsachen   | 17. Okt. 1988    | Michael Braun   | Michael Braun                  |
| 122        | 5         | Die Erbschaft      | 24. Okt. 1988    | Michael Braun   | Michael Braun                  |
| 123        | 6         | Nachtgeschäfte     | 31. Okt. 1988    | Michael Braun   | Michael Braun                  |
| 124        | 7         | Einmal im Leben    | 7. Nov. 1988     | Wolfgang Becker | Albert Sandner                 |
| 125        | 8         | Unheimlich seriös  | 14. Nov. 1988    | Wolfgang Becker | Albert Sandner                 |
| 126        | 9         | Der Stellvertreter | 21. Nov. 1988    | Kurt Wilhelm    | Klaus Schwab und Richard Baier |
| 127        | 10        | Alles Theater      | 28. Nov. 1988    | Kurt Wilhelm    | Albert Sandner                 |
| 128        | 11        | Vorschriftswidrig  | 5. Dez. 1988     | Zbyněk Brynych  | Kurt Wilhelm                   |
| 129        | 12        | Heimarbeit         | 12. Dez. 1988    | Zbyněk Brynych  | Albert Sandner                 |
| 130        | 13        | Der Umzug          | 19. Dez. 1988    | Michael Braun   | Michael Braun                  |

## Veröffentlichung
Alle Staffeln sind auf DVD einzeln und auch 2015 als Komplettbox erschienen.